# Козельці
Козе́льці (Tragopogon L.) — рід дво- або багаторічних трав'яних рослин родини складноцвітих або айстрових (Asteraceae).

## Назва
Свою українську назву дістали через те, що в нерозкритому зрілому суцвітті (кошику) летючки на плодах сім'янках, зібрані в пучок, нагадуючи цапину борідку. Інші назви: козелець, пабородник.
Козельцями у побуті називають також деякі інші рослини з родів: холодок (Asparagus), сокирки (Consolida), салат (Lactuca), жовтець (Ranunculus), зміячка або вужовник (Scorzonera).

## Загальна біоморфологічна характеристика
Листки лінійні або ланцетні, тонко-загострені, цілісні. На зламі листка або стебла виділяється молочний сік. Квітки язичкові жовті або лілові, рідше рожеві або пурпурові, у великих кошиках з однорядною обгорткою. Плід — сім'янка з чубчиком.
За зовнішнім виглядом козельці часто плутають зі зміячкою (Scorzonera).

## Поширення
Рід Козельці включає в себе близько 150 описаних видів (Див. Список видів роду Козельці), поширених по всій Євразії від Ірландії і Великої Британії до Індії та Китаю з декількома видами в Північній Африці. Велика частина видового різноманіття є в Східній Європі і Західній Азії.
В Україні — від 11 до 18 видів. Ростуть на луках, узліссях, серед чагарників, на пісках і в степах.

## Види
- Козельці великі (Tragopogon majus) — найпоширеніший вид, зростають по всій Україні;
- Козельці східні (Tragopogon orientalis) — на Поліссі, в Лісостепу, Карпатах;
- Козельці українські (Tragopogon ucrainicum) — на річкових пісках Полісся, в Лісостепу і південній частині степу;
- Козельці лучні (Tragopogon pratensis) — в Карпатах на луках.

Докладніше див. Види роду Козельці.

## Використання

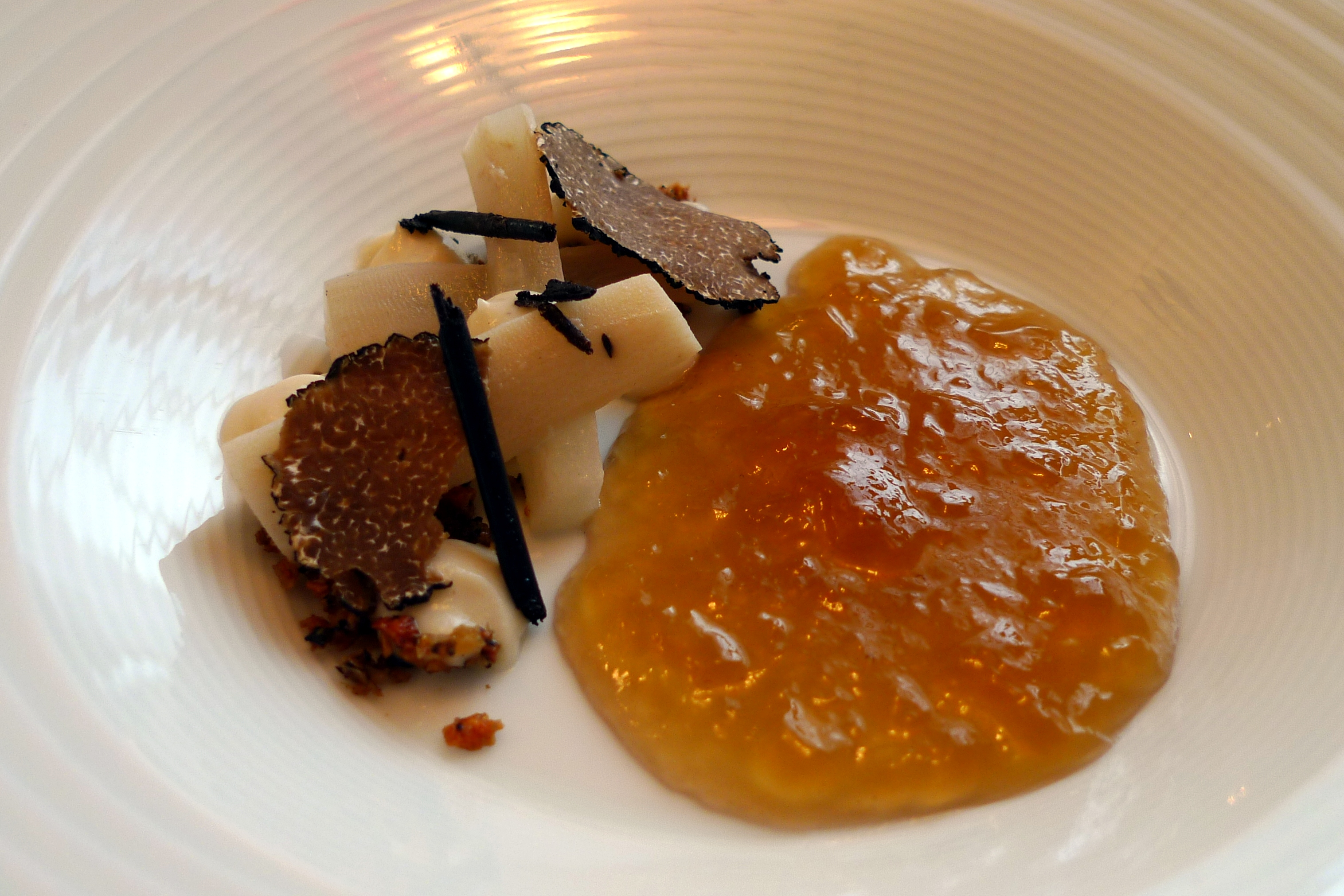
Козельці в молоці з коричневим маслом і трюфелями. Подається з яловичим желе.

Багато видів козельців — добрі кормові трави й медоноси. Летючки використовують для набиття подушок і матраців.
Козельці лучні використовують як діуретичний, антисептичний, протизапальний і ранозагоювальний засіб.
Козельці сумнівні (Tragopogon dubius) входять до Списку дикорослих корисних рослин України. З молодих листків і стебел готують салати та використовують в народній медицині.
Козельці великі (Tragopogon major, згідно сучасної систематики — козельці звичайні великі (Tragopogon dubius subsp. major)) використовують в народній медицині при шкіряних сверблячках (порушений обмін речовин), при каменях (як жовчних, так і сечотворних). Соком з листків, квіток, цілої надземної частини рослини, в тому числі і «молочним», змащують рани, висипки на тілі, особливо дуже сверблячі.
Козельці східні (Tragopogon orientalis) використовують для згодовування гусені шовковичний шовкопряду.

### У харчуванні
Про використання козельців у їжу згадується у Енеїді Котляревського: (“І ласощі все тільки їли ...  Часник, рогіз, паслін, кислиці, Козельці, терн, глід, полуниці”; III, 118).
В Україні для їжі найчастіше використовують Козельці великі (Tragopogon major) та Козельці українські (Tragopogon ucrainicum). Для їжі придатні молоді листки, стебла, корені. З листків та стебел готують салати. Але перед уживанням стебла вимочують певний час або виварюють у солоній воді, щоб зменшити гіркоту від молочного соку. Корені мають багато крохмалю, інуліну та білків. Їх вважають смачними та легкими для травлення овочами. Заготовлюють восени або напровесні, викопуючи лише однорічні рослини, що мають розетку прикореневих листків без сформованої стебелини. Перед споживанням корені очищають від шкірки і готують як цвітну капусту або спаржу. Варене коріння використовують для вінегретів та як домішку до інших овочів. Особливо смачне та поживне коріння, нарізане невеликими шматками та обсмажене в сухарях на коров'ячому маслі.
Заради коренів розводять середземноморський вид Козельці пореєвидні, або білий вівсяний корінь (Tragopogon porrifolius). Корінь козельця дуже популярний у Європі та на півдні США під назвою «салсіфі» (англ. Salsify). Він гострий і на смак нагадує устриці. Зазвичай використовується як добавка до різних страв, починаючи з супів і закінчуючи тушкованим м'ясом.

## Охорона у природі
Деякі види козельців є раритетними рослинами і входять до червоних книг і списків різних рівнів.
- Козельці донецькі (Tragopogon donetzicus) включені до Червоної книги України видання 2009 року[11], до Червоної книги Донецької області, до Офіційного переліку регіонально рідкісних рослин Донецької і Луганської областей[12].
- Козельці донські (Tragopogon tanaiticus) включені до Європейського червоного списку тварин і рослин, що перебувають під загрозою зникнення у світовому масштабі (1991)[13], до Червоної книги Донецької області, до Офіційного переліку регіонально рідкісних рослин Донецької і Луганської областей.
- Козельці високі (Tragopogon elatior) включені до Європейського червоного списку тварин і рослин, що перебувають під загрозою зникнення у світовому масштабі (1991).
- Козельці дніпровські (Tragopogon borysthenicus) включені до Європейського червоного списку тварин і рослин, що перебувають під загрозою зникнення у світовому масштабі (1991).
- Козельці українські (Tragopogon ucrainicus) включені до Європейського червоного списку тварин і рослин, що перебувають під загрозою зникнення у світовому масштабі (1991).
- Козельці подільські (Tragopogon podolicus) включені до Офіційного переліку регіонально рідкісних рослин Донецької області.

## Галерея

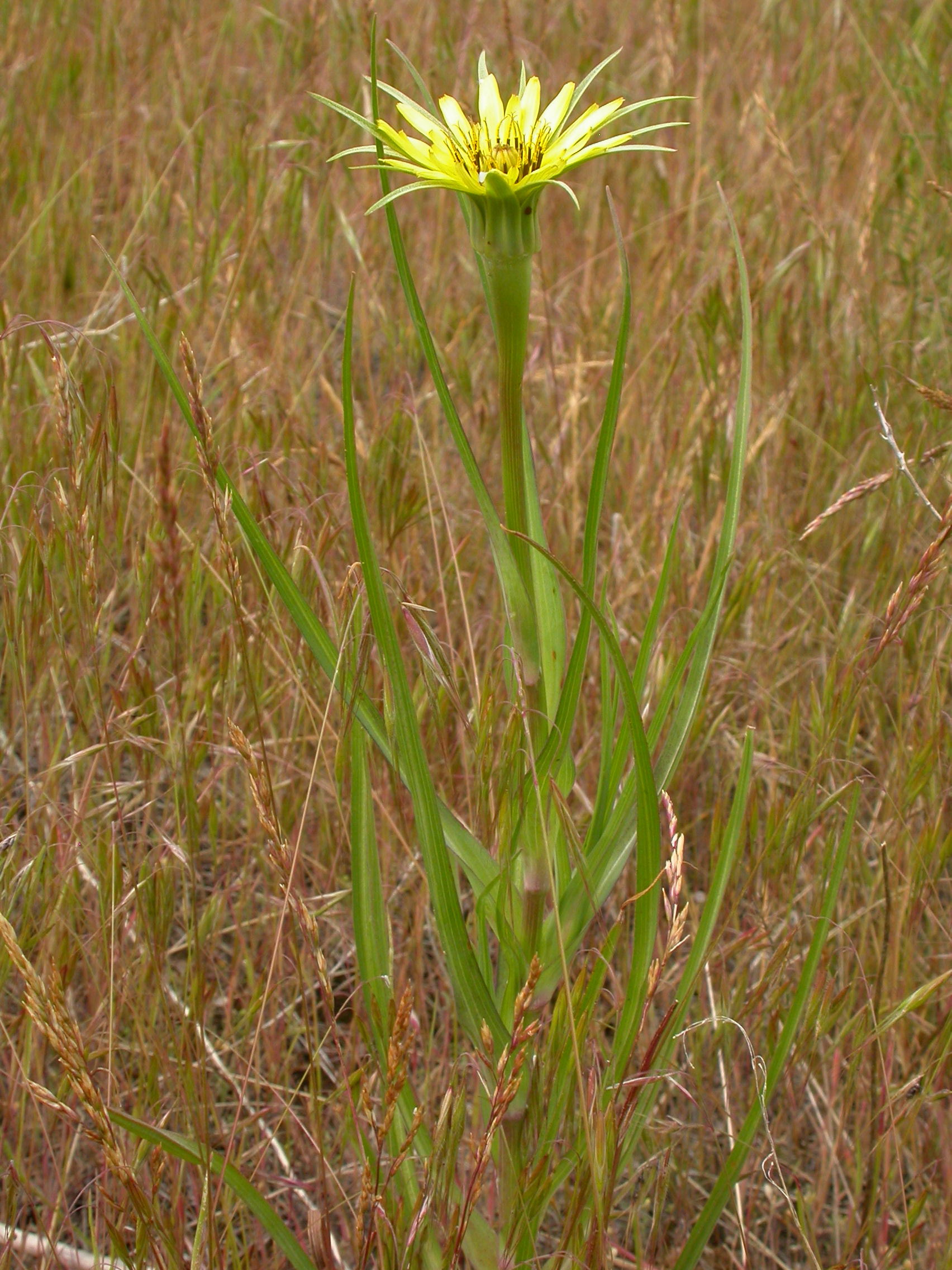
Tragopogon dubius
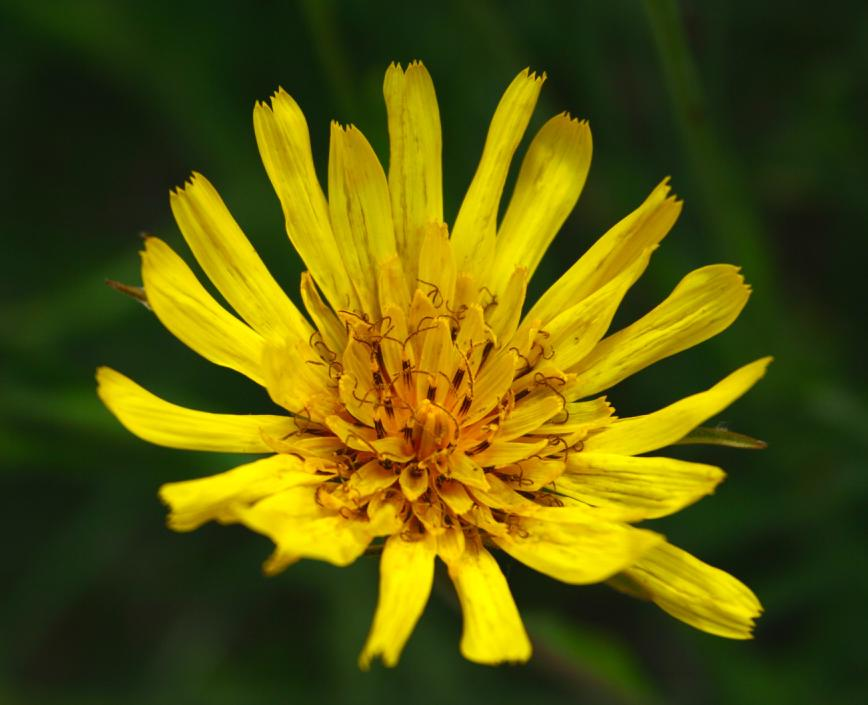
Квітка козельців простих
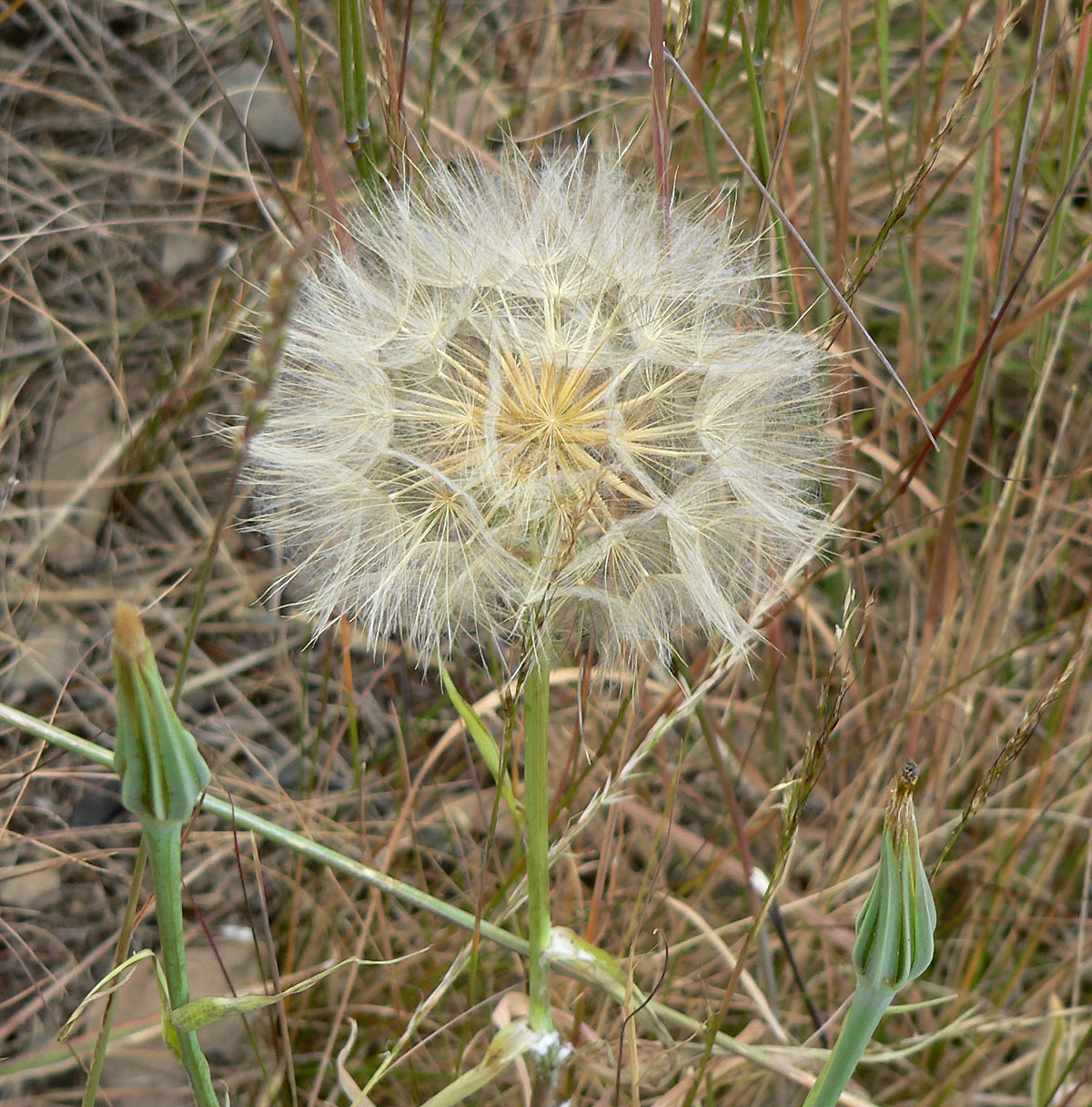
Сім'янки козельців лучних (Tragopogon dubius)
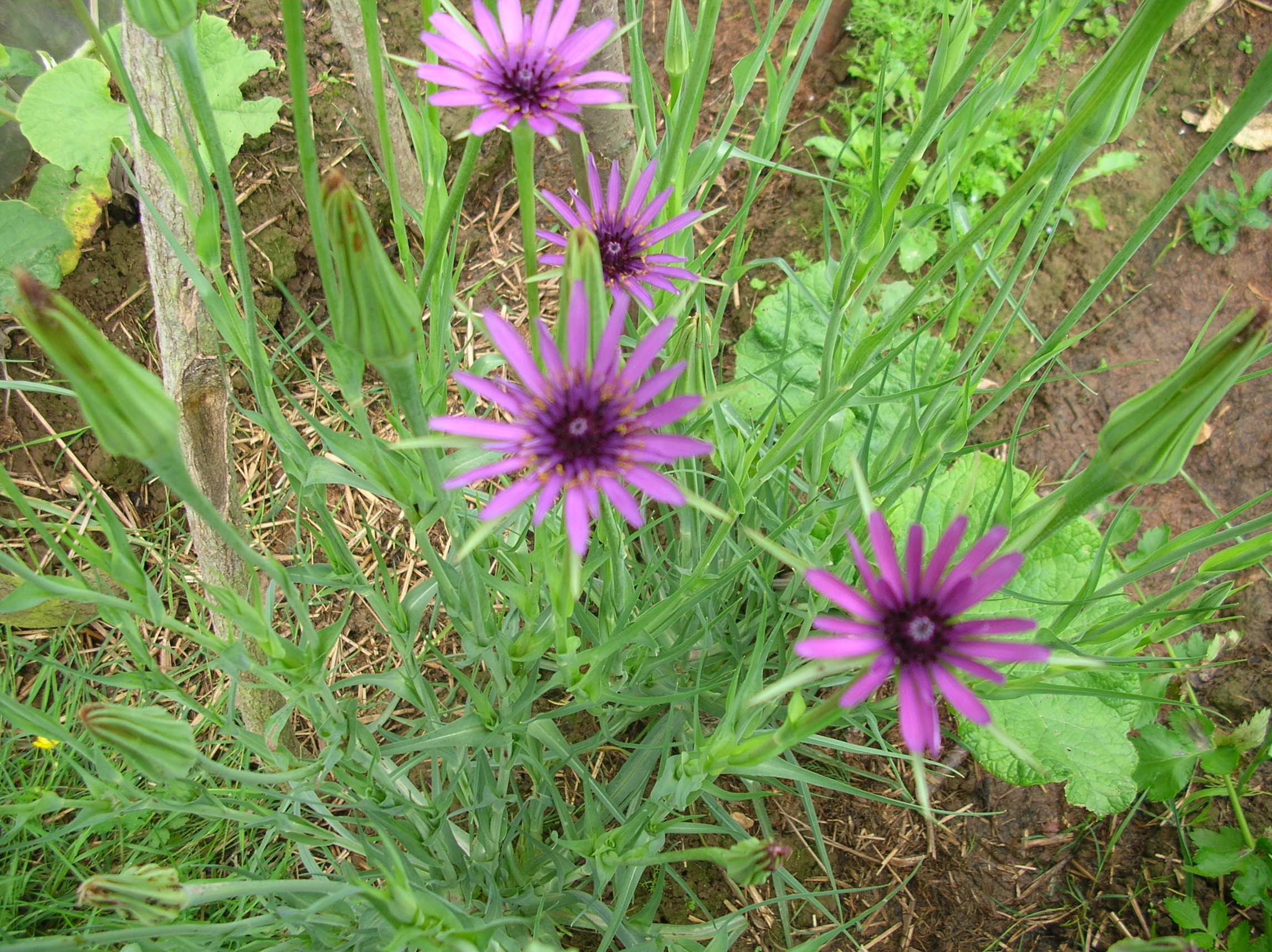
Козельці пореєвидні (Tragopogon porrifolius)
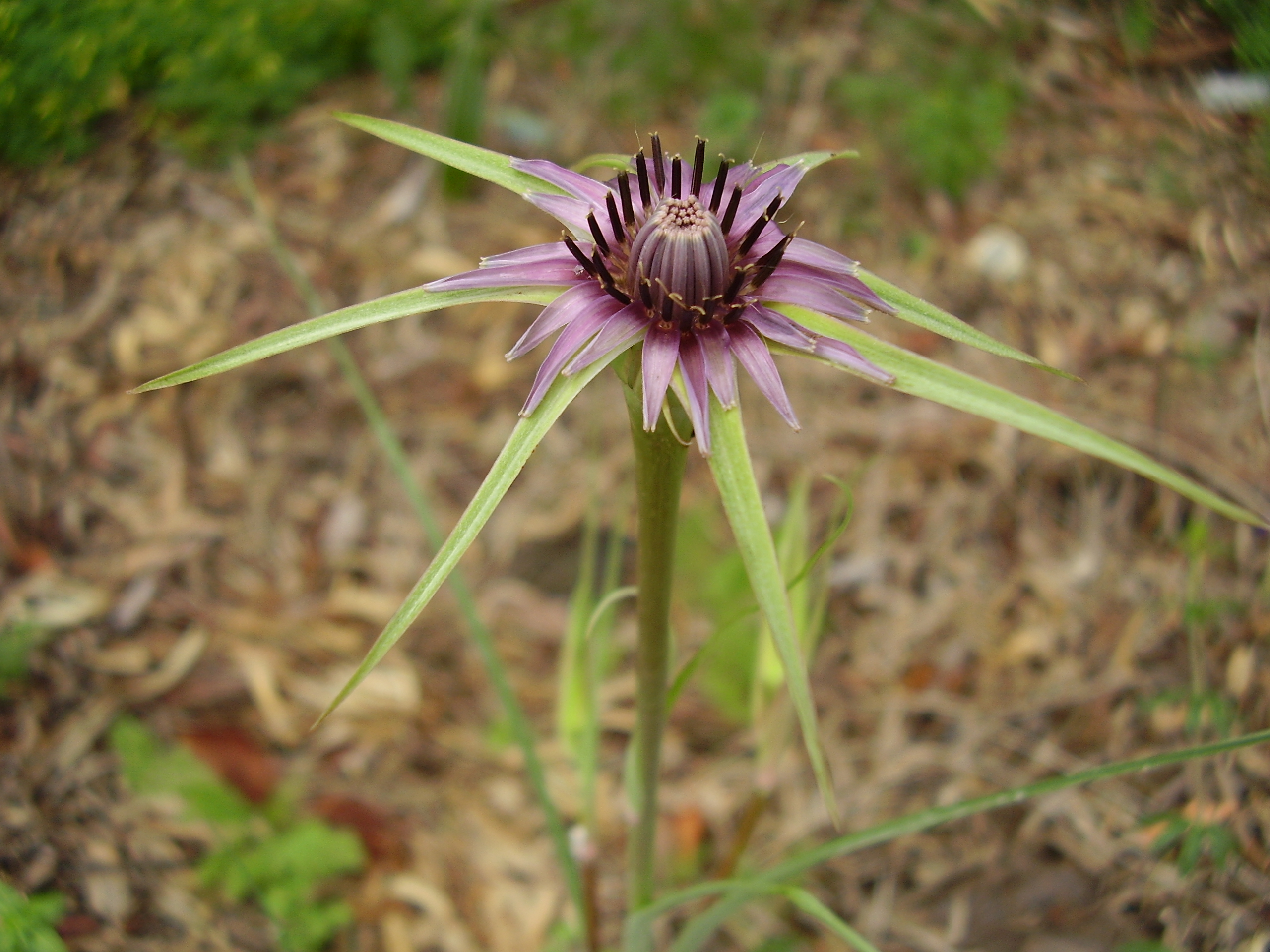
Квітка Tragopogon coelesyriacus
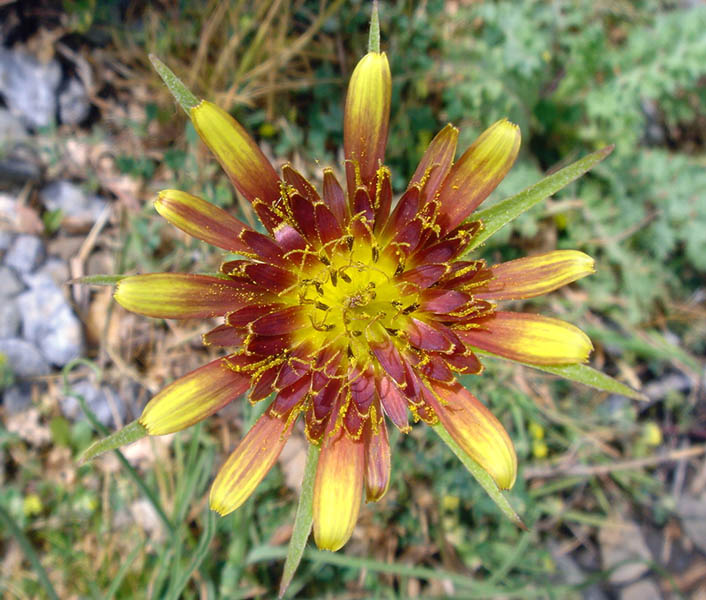
Квітка Tragopogon crocifolius
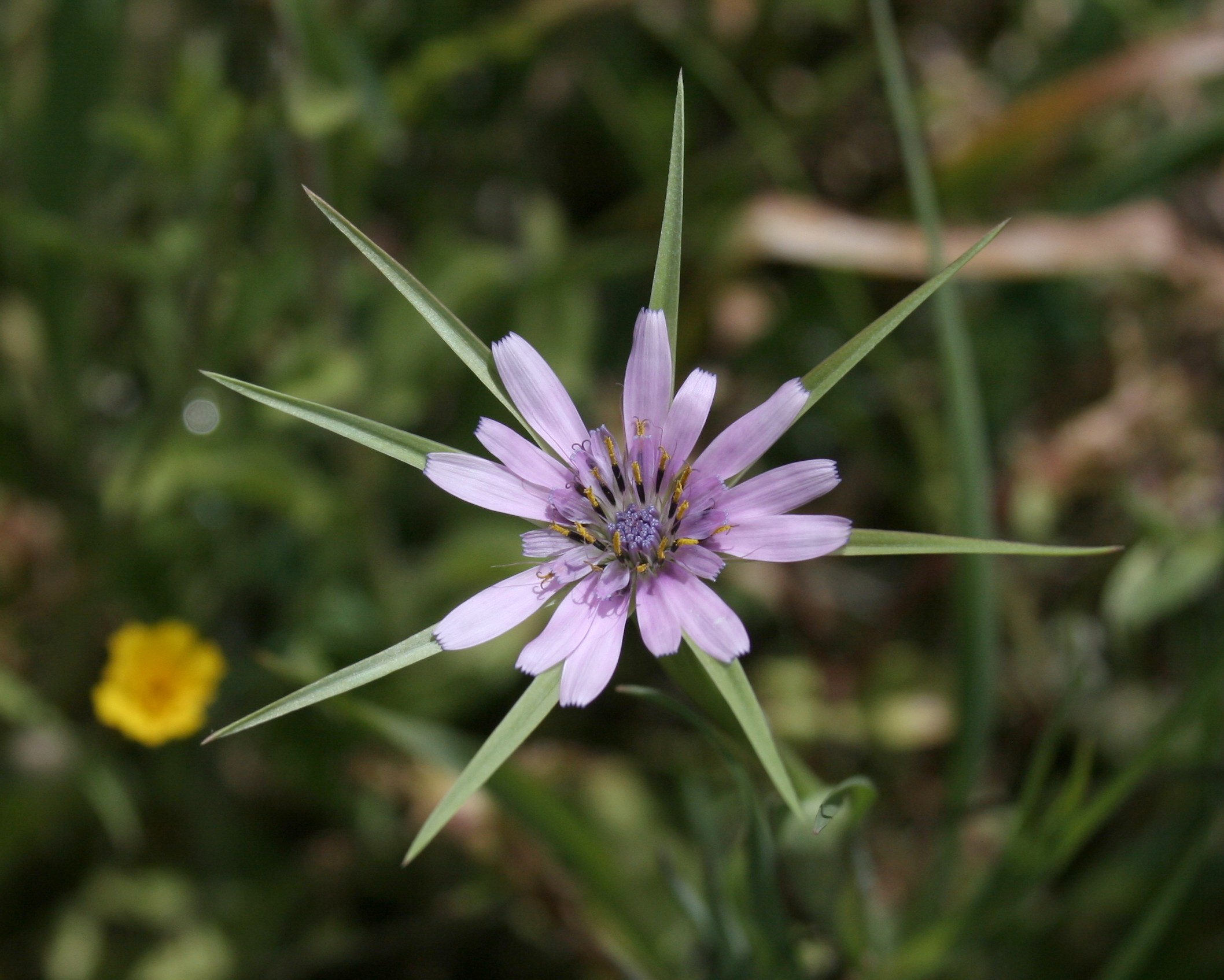
Квітка Tragopogon hybridus
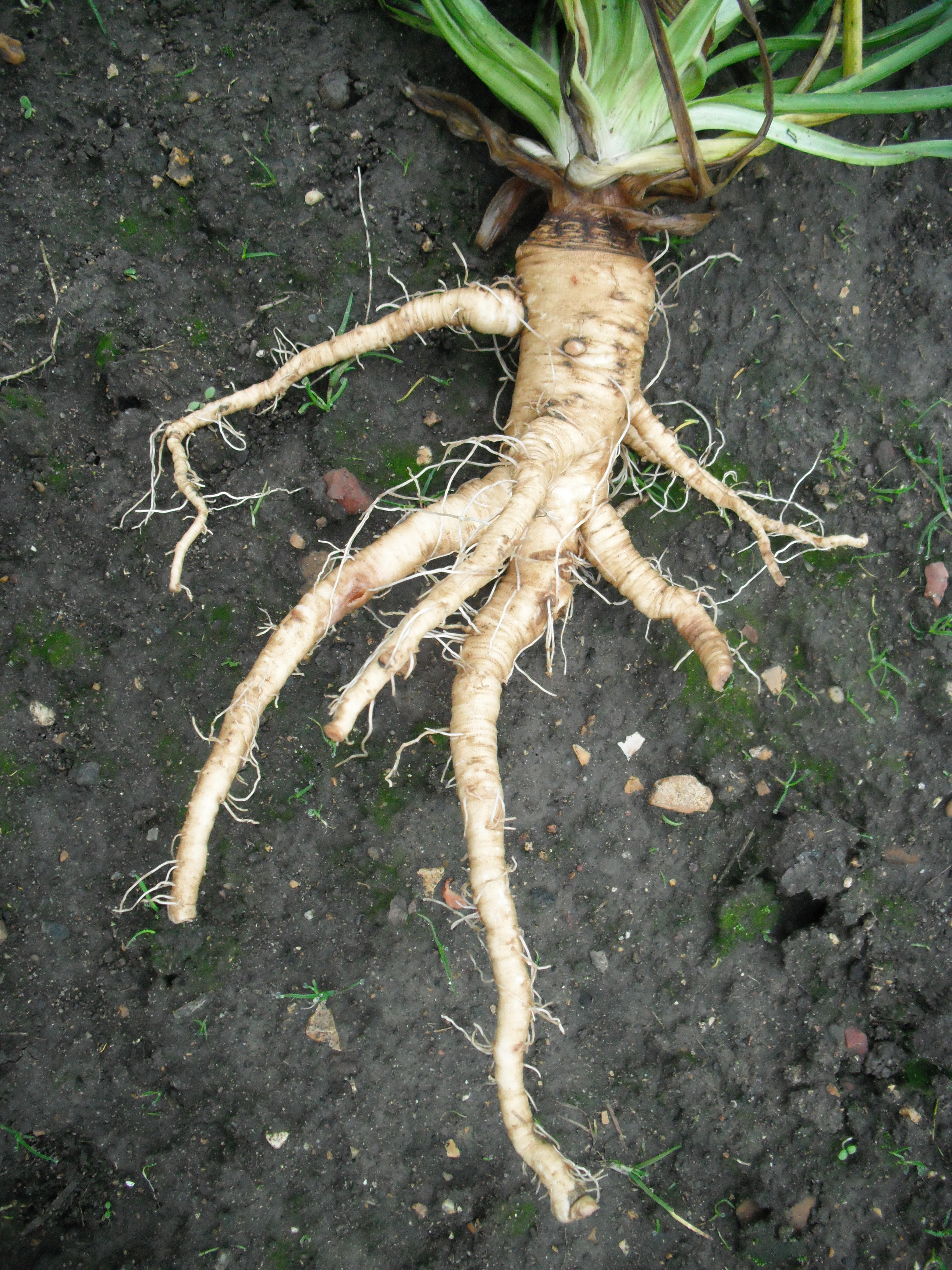
Корінь салсіфі Tragopogon porrifolius